# 細胞性免疫
細胞性免疫（さいぼうせいめんえき、英: Cell-mediated immunity）とは、体内の異物に由来する抗原に応答した食細胞、細胞傷害性T細胞、ナチュラルキラー細胞（NK細胞）のようなT細胞系列の活性化や、様々なサイトカインの放出により、異物を排除する免疫機構の1つの側面である。これは抗体を介さない免疫応答であり、液性免疫とは対照的である。

## 歴史
19世紀後半のヒポクラテスの伝統医学の体系では、免疫系は、体液（細胞を含まない体液や血清）に免疫の防御機能があるとする液性免疫と、細胞に免疫の防御機能があるとする細胞性免疫の、2種類から考えられていた。
CD4細胞またはヘルパーT細胞は、さまざまな病原体に対する防御を果たす。ナイーブT細胞は、まだ抗原に遭遇していない未成熟なT細胞で、抗原提示細胞（APC）に遭遇すると、活性化されたエフェクターT細胞に変化する。マクロファージ、樹状細胞、B細胞（状況による）などのAPCは、抗原ペプチドを細胞の主要組織適合性複合体（MHC）にロードし、次にそのペプチドをT細胞の受容体に提示する。これらのAPCの中で最も重要なのは、高度に専門化した樹状細胞であり、おそらくは抗原を摂取して提示するためだけに働くと考えられる。活性化されたエフェクターT細胞は、さまざまな種類の病原体に由来するペプチド抗原を検出する3つの機能クラスに分類できる。
1. 細胞傷害性T細胞： サイトカインを使わずに感染した標的細胞をアポトーシスで死滅させる。
2. Th1細胞： 主にマクロファージを活性化させる。
3. Th2細胞： 主にB細胞を刺激して抗体を産生させる。

別のイデオロギー（観念形態）では、自然免疫系と適応免疫系はそれぞれ、液性免疫と細胞性免疫の両方の要素を含んでいる。

## 概要
細胞性免疫は、次の方法を通じて体を保護する。
- T細胞性免疫またはT細胞免疫：抗原特異的な細胞傷害性T細胞を活性化し、表面に外来抗原のエピトープを提示する体細胞（例：ウイルス感染細胞、細胞内細菌（英語版）を含む細胞、腫瘍抗原を提示する癌（がん）細胞）をアポトーシスに誘導する。
- ナチュラルキラー細胞（NK細胞）とマクロファージの働き：病原体の認識および細胞傷害性顆粒の分泌（ナチュラルキラー細胞の場合）[2]または食作用（マクロファージの場合）を介し[3]、病原体の破壊を可能にする。
- サイトカイン産生：細胞を刺激してさまざまなサイトカインを分泌させ、適応免疫応答や自然免疫応答に関わる他の細胞の働きに影響を与える[2][3]。

細胞性免疫による防御は、主に食細胞の中で生存する微生物と、食細胞以外の細胞に感染する微生物に向けて働く。ウイルス感染細胞の除去が最も効果的であるが、真菌、原生動物、癌、細胞内細菌に対する防御にも関与する。また、これは移植後の拒絶反応にも大きな役割を果たしている。
後述の1型免疫は、主にウイルス、細菌、原生動物を対象とし、マクロファージを活性化して強力なエフェクター細胞に変える役割を担っている。これはインターフェロンガンマ（IFNγ）と腫瘍壊死因子（TNF）の分泌によって達せられる。

## 分類
CD4+ヘルパーT細胞（CD4陽性T細胞）は、2つの主要なカテゴリーに分類できる。
1. TH1細胞は、インターフェロンガンマとリンホトキシンアルファ（英語版）を産生する。
2. TH2細胞は、IL-4、IL-5、IL-13（英語版）を産生する。

さらに、インターロイキン-17を分泌することに由来してその名がついた、Tヘルパー17細胞（TH17）という第3のカテゴリーも発見されている。
CD8+細胞傷害性T細胞（CD8陽性T細胞）は、2つの主要なカテゴリーに分類できる。
1. TC1 細胞
2. TC2 細胞

CD4+TH細胞と同様に、インターロイキン-17も分泌するTC17と呼ばれる第3のカテゴリーが発見されている。
自然リンパ球（ILC）については、3つの主要なカテゴリーに分類できる。
1. ILC1は、1型サイトカインを分泌する
2. ILC2（英語版）は、2型サイトカインを分泌する
3. ILC3は、17型サイトカインを分泌する

## 細胞の発達
すべての1型細胞は、リンパ球系共通前駆細胞（CLp、common lymphoid progenitor）から発生し、その後、リンパ球形成の過程を経て、自然リンパ球共通前駆細胞（CILp、common innate lymphoid progenitor）とT細胞前駆細胞（Tp、T-cell progenitor）に分化する。
自然リンパ球共通前駆細胞は、その後、ナチュラルキラー前駆細胞（NKp、natural killer progenitor）または、ヘルパー様自然リンパ球共通前駆細胞（CHILp、common helper like innate lymphoid progenitor）に分化することがある。次に、NKp細胞は、IL-15によってナチュラルキラー細胞に分化できる。CHILp細胞は、IL-15によってILC1細胞に、IL-7によってILC2細胞に、またはIL-7によってILC3細胞への分化が誘導される。
T細胞前駆細胞は、ナイーブCD8+細胞またはナイーブCD4+細胞に分化できる。ナイーブCD8+細胞は、IL-12にさらされるとTC1細胞にさらに分化でき、IL-4はTC2細胞への分化を誘導し、IL-1またはIL-23はTC17細胞への分化を誘導する。ナイーブCD4+細胞は、IL-12にさらされるとTH1細胞に、IL-4にさらされるとTH2細胞に、IL-1やIL-23にさらされるとTH17細胞に分化しうる。

## 1型免疫
1型免疫は、次のような細胞型の1型サブセットを使用する。TH1、TC1、およびグループ1 ILCは、インターフェロンガンマや腫瘍壊死因子（TNF）を分泌することによりマクロファージを活性化し、強力なエフェクター細胞へと変化させる。これは、細胞内細菌、原生動物、ウイルスに対する防御を行う。また、炎症と自己免疫にも関与しており、関節リウマチ、多発性硬化症、炎症性腸疾患などの疾患はすべて1型免疫が関与していると考えられている。1型免疫は次の細胞で構成されている。
- CD4+ TH1細胞
- CD8+ 細胞傷害性T細胞（TC1）
- T-Bet+インターフェロンガンマ産生 グループ1 ILC（ILC1およびナチュラルキラー細胞）

CD4+ TH1細胞
これらの細胞の特徴的なサイトカインは、インターフェロンガンマとリンホトキシンアルファであることが、マウスとヒトの両方で明らかになっている。TH1細胞への分化を促す主なサイトカインは、パターン認識受容体の活性化に応反して樹状細胞が産生するIL-12である。T-betは、TH1細胞の特徴的な転写因子である。また、TH1細胞はケモカイン受容体を発現して、炎症部位へ移動できることも特徴である。これらの細胞の主なケモカイン受容体はCXCR3AとCCR5である。上皮細胞とケラチノサイトは、インターフェロンガンマに応反してケモカインCXCL9、CXCL10、CXCL11を放出することで、TH1細胞を感染部位に動員することができる。さらに、これらの細胞によって分泌されるインターフェロンガンマは、上皮性関門の密着結合をダウンレギュレートするのに重要な役割を果たしていると考えられる。
CD8+ TC1細胞
これらの細胞は一般的にインターフェロンガンマを産生する。インターフェロンガンマとIL-12は、TC1細胞への分化を促進する。T-betの活性化は、インターフェロンガンマと細胞溶解能の両方に必要である。CCR5とCXCR3は、この細胞の主なケモカイン受容体である。
グループ1 ILC
グループ1 ILCは、転写因子T-betを発現している自然リンパ球（ILC）を含むと定義されており、当初はナチュラルキラー細胞のみを含むと考えられていた。その後、特定のマスター転写因子を発現するNKp46+細胞が多数発見され、ILC1と呼ばれるナチュラルキラー細胞の別系統として命名されるようになった。ILC1は、サイトカインの刺激に応答してインターフェロンガンマ、TNF、GM-CSF、およびIL-2を産生する能力を持っており、細胞障害能は低いか、まったくない特徴がある。

## 事例

### HIVによる細胞性免疫の低下
ヒト免疫不全ウイルス(HIV;Human Immunodeficiency Virus)はCTLに感染し、その機能を低下させる。それによって、細胞性免疫を介した免疫力は著しく低下し、後天性免疫不全症候群(AIDS;Acquired Immunodeficiency Syndrome)と呼ばれる状態に陥る。

## 参照項目
- 免疫系
- 液性免疫 - 細胞性免疫とは対照的に、抗体によって媒介される免疫
- 免疫 (医学)
- 腫瘍免疫 - 癌細胞（自己）に対して作用する免疫機構

## 推薦文献
- 『免疫生物学 (原著第9版)』Kenneth M. Murphy, Casey Weaver, Takehiko Sasazuki, Yasunobu Yoshikai, 健彦 笹月, 泰信 吉開、南江堂、2019年3月。ISBN 978-4-524-25115-5。OCLC 1099233890。
- 『分子細胞免疫学 (原著第9版) アバス-リックマン-ピレ』Abul K. Abbas, Andrew H. Lichtman, Shiv Pillai, atsuhito Nakao, 篤人 中尾、エルゼビア・ジャパン、2018年。ISBN 978-4-86034-917-2。OCLC 1089707913。
- Cell-mediated immunity (Encyclopædia Britannica)
- Chapter 8:T Cell-Mediated Immunity  Immunobiology: The Immune System in Health and Disease. 5th edition.